# 星火乡 (灵台县)
星火乡，是中华人民共和国甘肃省平凉市灵台县下辖的一个乡镇级行政单位。

## 行政区划
星火乡下辖以下地区：
西村村、上塬村、蔡家塬村、和号村、老户村、王家庄村、罗家坡村、程家塬村、星火村、东岭村和小原村。